# Quercus durata
Quercus durata, de nom comú en anglès (California Scrub Oak, Leather Oak); sinònim revoluta de dumosa Quercus Sarg.) és un roure endèmic de Califòrnia.

## Descripció
N'existeixen dues varietats, que en l'última revisió de The Plant List (2014), ja són incloses com a simples sinònims:
- Quercus durata var. durata és un endemisme estricte de sòls de serpentina que es produeix a la serralada de la costa i el nord de Sierra Nevada. Sovint és un component del chaparral de serpentina. La majoria dels individus són baixos, inferiors a 5 m i tenen unes fulles perennifòlies petites, densament organitzades.

És un arbust perennifoli densament ramificat. El seu limbe és en general profundament enclotat. Els marges de les fulles són revoluts. Les fulles són perennifòlies i tenen un color grisenc o groguenc a la cara superior, amb una persistent pubescència estelada; la cara inferior generalment tenen pèls arrissats d'1-2 mm.
La floració és a la primavera. En sòls de serpentina, entre els 150-1500 m.
- Quercus durata var. gabrielensis és un arbust perennifoli obertament ramificat, escarransit. El seu limbe està moderadament enclotat, de vegades gairebé pla. Les fulles tenen un color verd brillant per sobre, generalment glabres; o de vegades escassament estrellat-pubescents.

La floració és a la primavera. Creix en els chaparrals, en vessants secs, exposats en solts en sòls que no siguin de serpentina, d'interès per a la conservació, 450-1000 m.
Quercus durata var. gabrielensis es produeix només en el comtat de Los Angeles, al vessant sud de San Gabriel Mountains des de La Canada a Pomona. En aquesta àrea al llarg dels límits altitudinals més baixos d'aquesta varietat. Ocasionalment pot passar que s'hibridi amb el Q. engelmannii [= Q. × grandidentata Ewan (com a espècie)]. Aquests híbrids putatius són grans arbustos o petits arbres amb fulles que són persistentment peludes a la cara inferior i tenen dents regulars gruixudes. Malauradament la majoria d'aquests híbrids, han estat eliminats pel mateix creixement incontrolat que ha experimentat en gran part pel Q. engelmannii en aquesta àrea.

## Cultiu
Aquesta planta s'utilitza sovint com un arbre urbà i planta medicinal.

## Taxonomia
Quercus durata va ser descrita per Willis Linn Jepson i publicat a A Flora of California 1(2): 356. 1909.
Etimologia
Quercus: nom genèric del llatí que designava igualment al roure i a l'alzina.
durata: epítet
Sinonímia
- Quercus dumosa var. bullata Engelm.
- Quercus dumosa subsp. durata (Jeps.) A.Camus
- Quercus dumosa var. revoluta Sarg.
- Quercus durata var. durata[3][4]